# كايل إزرائيل
كايل إزرائيل (بالإنجليزية: Kyle Israel)‏ هو لاعب كرة قدم أمريكية أمريكي، ولد في 25 أغسطس 1985.